# Business Jump
Business Jump (jap. ビジネスジャンプ, Bushinesu Jampu) war ein japanisches Manga-Magazin. Es richtete sich an ein junges, männliches Publikum, insbesondere junge Berufstätige, und wird daher zur Seinen-Kategorie gezählt.
Es entstand 1985 als Schwestermagazin des an männliche Jugendliche gerichteten Weekly Shōnen Jump. Beide Magazine erscheinen bei Shūeisha. 1986 wurde der Veröffentlichungsrhythmus von monatlich auf zweimal im Monat erhöht. Im Jahr 2009 verkauften sich die Exemplare je 328.000 Mal, 2011 je 240.000 mal. Mit der Ausgabe vom 5. Oktober 2011 wurde das Magazin eingestellt, ebenso wie das an eine ähnliche Zielgruppe und im Wechsel erschienene Schwestermagazin Super Jump (200.000 Exemplare) und durch das neue Grand Jump ersetzt.

## Serien (Auswahl)
- Amai Seikatsu von Amai Seikatsu
- Battle Angel Alita von Battle Angel Alita
- Enma vs: Dororon Enma-kun Gaiden von Masaki Segawa
- Gipfel der Götter von Baku Yumemakura und Jirō Taniguchi
- Girls in my Glasses von Yuki Azuma
- Ippon Bōchō Mantarō von Big Joe
- Jōō von Ryō Kurashina und Nao Kurebayashi
- La Sommelière von Araki Joh und Katsunori Matsui
- Natsuki Crisis von Hirohisa Tsuruta
- One Outs von Shinobu Kaitani
- Ore no Sora: Keiji-Hen von Hiroshi Motomiya
- Riki-Ō von Masahiko Takajo und Tetsuya Saruwatari
- Uramiya Honpo von Showshow Kurihara
- Yume de Aetara von Noriyuki Yamahana